# Synagoge (Hartmanice)
Koordinaten: 49° 10′ 15,1″ N, 13° 27′ 15″ O

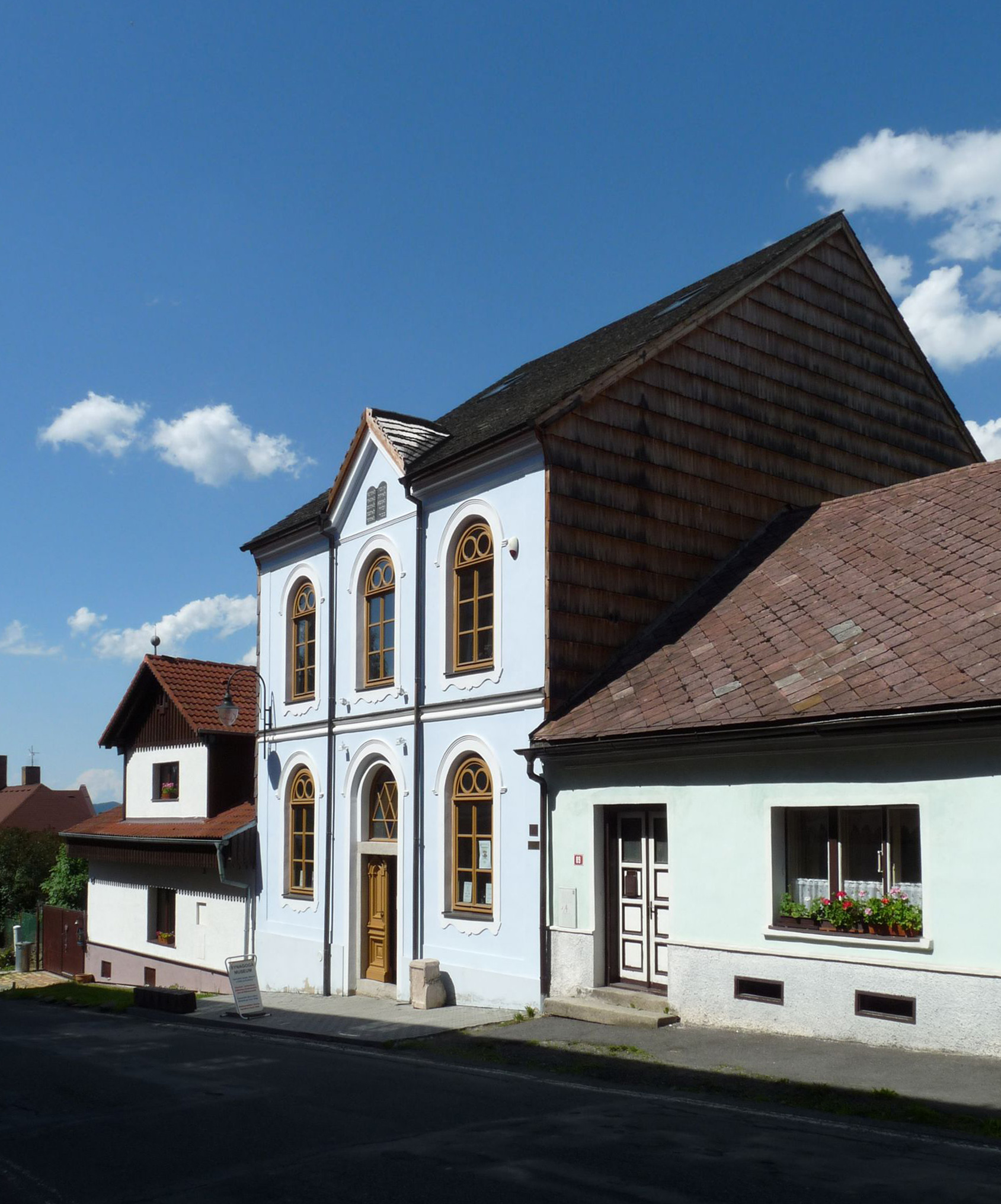
Synagoge in Hartmanitz

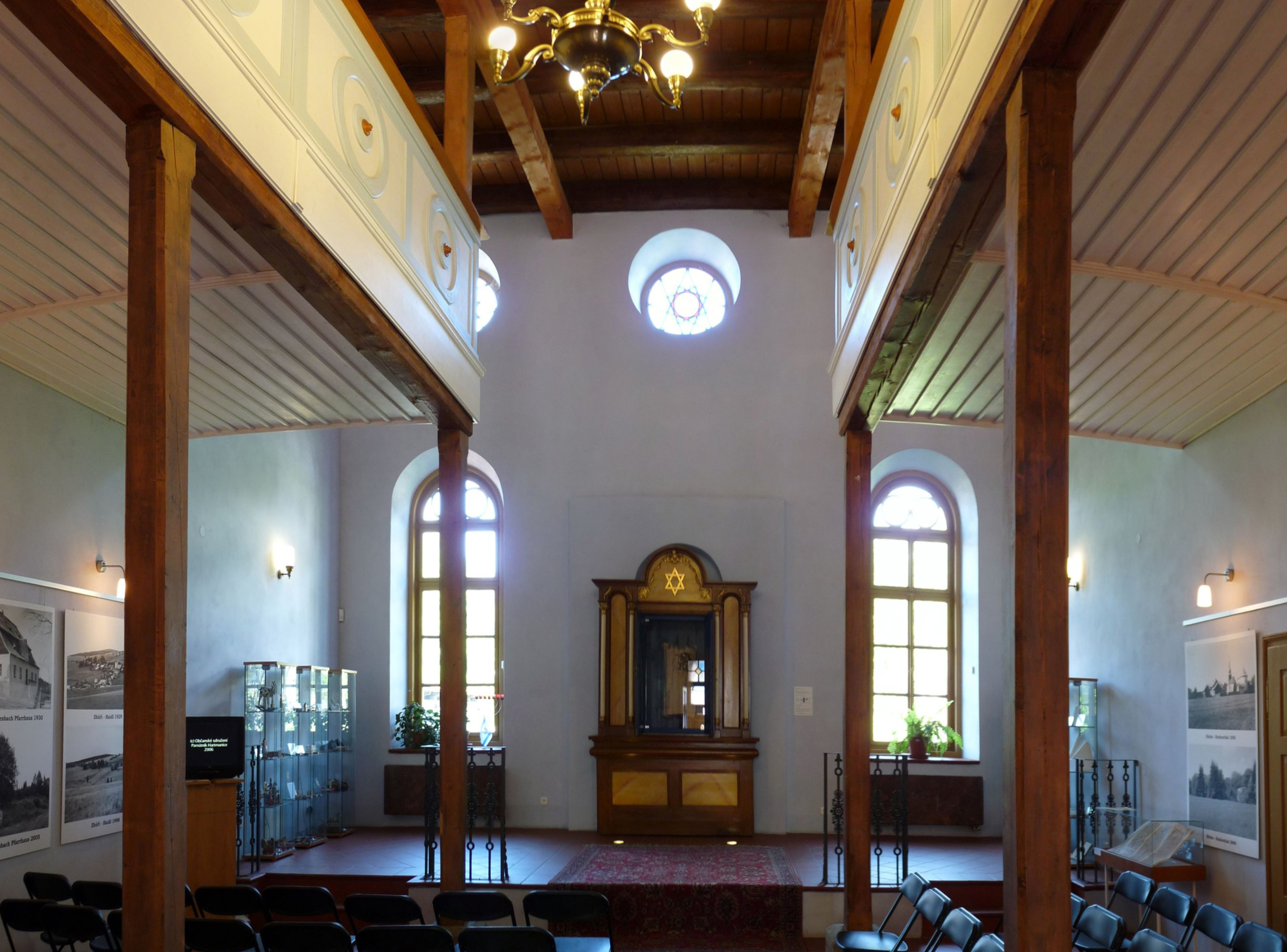
Innenansicht mit Toraschrein

Die Synagoge beziehungsweise auch die Bergsynagoge in Hartmanice (deutsch Hartmanitz), einer Stadt im Okres Klatovy (Tschechien), wurde 1883 errichtet. Sie diente der jüdischen Gemeinde bis 1938 als Gotteshaus. Die profanierte Synagoge ist seit 2006 ein geschütztes Kulturdenkmal.

## Geschichte
Nach der Angliederung an das Deutsche Reich auf Grund des Münchner Abkommens im Oktober 1938 wurde die Synagoge beschlagnahmt und ein Tischlereibetrieb eingerichtet. Nach dem Zweiten Weltkriege diente das Gebäude weiter als Produktionsstätte und danach als Reifenlager der tschechoslowakischen Armee. Im Jahr 2002 gründete sich eine Bürgerinitiative Gedenkstätte Hartmanitz, deren Ziel der Erhalt der Synagoge und ihre Nutzung als Ausstellungsstätte ist. Nach Abschluss der Renovierungsarbeiten erfolgte im Mai 2006 die Eröffnung der Gedenkstätte.